# Shanghai Masters 2012 - Qualificazioni singolare
Le qualificazioni del singolare dello Shanghai Masters 2012 sono state un torneo di tennis preliminare per accedere alla fase finale della manifestazione. I vincitori dell'ultimo turno sono entrati di diritto nel tabellone principale. In caso di ritiro di uno o più giocatori aventi diritto a questi sono subentrati i lucky loser, ossia i giocatori che hanno perso nell'ultimo turno ma che avevano una classifica più alta rispetto agli altri partecipanti che avevano comunque perso nel turno finale.

## Teste di serie
1. Marinko Matosevic (qualificato)
2. Matthew Ebden (primo turno)
3. Brian Baker (qualificato)
4. Guillermo García López (ultimo turno)
5. Lu Yen-hsun (qualificato)
6. Tatsuma Itō (ultimo turno)
7. Łukasz Kubot (qualificato)

1. Grega Žemlja (ultimo turno)
2. Alex Bogomolov Jr. (qualificato)
3. Serhij Stachovs'kyj (ultimo turno)
4. Philipp Petzschner (qualificato)
5. Michael Berrer (qualificato)
6. Wang Yeu-tzuoo (ultimo turno)
7. Danai Udomchoke (ultimo turno)

## Qualificati
1. Marinko Matosevic
2. Philipp Petzschner
3. Brian Baker
4. Alex Bogomolov Jr.

1. Lu Yen-hsun
2. Michael Berrer
3. Łukasz Kubot

## Tabellone

### Legenda
| - Q = Qualificato - WC = Wild card - LL = Lucky loser | - ALT = Alternate - SE = Special Exempt - PR = Protected Ranking | - w/o = Walkover - r = Ritirato - d = Squalificato |

### Sezione 1
|  | Primo turno | Primo turno         | Primo turno       | Primo turno | Primo turno |  |  | Ultimo turno | Ultimo turno        | Ultimo turno | Ultimo turno | Ultimo turno |  |
|  |             |                     |                   |             |             |  |  |              |                     |              |              |              |  |
|  | 1           | Marinko Matosevic   | Marinko Matosevic | 7           | 7           |  |  |              |                     |              |              |              |  |
|  | Alt         | Treat Conrad Huey   | Treat Conrad Huey | 5           | 5           |  |  | 1            | Marinko Matosevic   | 6            | 4            | 6            |  |
|  |             | Donald Young        | 7                 | 4           | 4           |  |  | 10           | Serhij Stachovs'kyj | 3            | 6            | 1            |  |
|  | 10          | Serhij Stachovs'kyj | 64                | 6           | 6           |  |  |              |                     |              |              |              |  |

### Sezione 2
|  | Primo turno | Primo turno         | Primo turno         | Primo turno | Primo turno |  |  | Ultimo turno | Ultimo turno       | Ultimo turno       | Ultimo turno | Ultimo turno |  |
|  |             |                     |                     |             |             |  |  |              |                    |                    |              |              |  |
|  | 2           | Matthew Ebden       | Matthew Ebden       | 6(1)        | 4           |  |  |              |                    |                    |              |              |  |
|  |             | Marius Copil        | Marius Copil        | 7           | 6           |  |  |              | Marius Copil       | Marius Copil       | 0            | 63           |  |
|  | Alt         | Mariusz Fyrstenberg | Mariusz Fyrstenberg | 4           | 4           |  |  | 11           | Philipp Petzschner | Philipp Petzschner | 6            | 7            |  |
|  | 11          | Philipp Petzschner  | Philipp Petzschner  | 6           | 6           |  |  |              |                    |                    |              |              |  |

### Sezione 3
|  | Primo turno | Primo turno   | Primo turno   | Primo turno | Primo turno |  |  | Ultimo turno | Ultimo turno | Ultimo turno | Ultimo turno | Ultimo turno |  |
|  |             |               |               |             |             |  |  |              |              |              |              |              |  |
|  | 3           | Brian Baker   | Brian Baker   | 6           | 6           |  |  |              |              |              |              |              |  |
|  | Alt         | Zhizhen Zhang | Zhizhen Zhang | 3           | 0           |  |  | 3            | Brian Baker  | Brian Baker  | 6            | 7            |  |
|  |             | Gianluca Naso | Gianluca Naso | 4           | 3           |  |  | 8            | Grega Žemlja | Grega Žemlja | 1            | 5            |  |
|  | 8           | Grega Žemlja  | Grega Žemlja  | 6           | 6           |  |  |              |              |              |              |              |  |

### Sezione 4
|  | Primo turno | Primo turno            | Primo turno            | Primo turno | Primo turno |  |  | Ultimo turno | Ultimo turno           | Ultimo turno           | Ultimo turno | Ultimo turno |  |
|  |             |                        |                        |             |             |  |  |              |                        |                        |              |              |  |
|  | 4           | Guillermo García López | Guillermo García López | 7           | 6           |  |  |              |                        |                        |              |              |  |
|  | Alt         | Peter Luczak           | Peter Luczak           | 5           | 2           |  |  | 4            | Guillermo García López | Guillermo García López | 6            | 4            |  |
|  | WC          | Li Yu Cheng            | Li Yu Cheng            | 0           | 0           |  |  | 9            | Alex Bogomolov Jr.     | Alex Bogomolov Jr.     | 7            | 6            |  |
|  | 9           | Alex Bogomolov Jr.     | Alex Bogomolov Jr.     | 6           | 6           |  |  |              |                        |                        |              |              |  |

### Sezione 5
|  | Primo turno | Primo turno     | Primo turno     | Primo turno | Primo turno |  |  | Ultimo turno | Ultimo turno    | Ultimo turno    | Ultimo turno | Ultimo turno |  |
|  |             |                 |                 |             |             |  |  |              |                 |                 |              |              |  |
|  | 5           | Lu Yen-hsun     | Lu Yen-hsun     | 6           | 6           |  |  |              |                 |                 |              |              |  |
|  | Alt         | Xin Gao         | Xin Gao         | 1           | 1           |  |  | 5            | Lu Yen-hsun     | Lu Yen-hsun     | 6            | 6            |  |
|  | Alt         | Borut Puc       | Borut Puc       | 62          | 3           |  |  | 14           | Danai Udomchoke | Danai Udomchoke | 3            | 2            |  |
|  | 14          | Danai Udomchoke | Danai Udomchoke | 7           | 6           |  |  |              |                 |                 |              |              |  |

### Sezione 6
|  | Primo turno | Primo turno     | Primo turno     | Primo turno | Primo turno |  |  | Ultimo turno | Ultimo turno   | Ultimo turno   | Ultimo turno | Ultimo turno |  |
|  |             |                 |                 |             |             |  |  |              |                |                |              |              |  |
|  | 6           | Tatsuma Itō     | Tatsuma Itō     | 6           | 6           |  |  |              |                |                |              |              |  |
|  | WC          | Chang Yu        | Chang Yu        | 2           | 4           |  |  | 6            | Tatsuma Itō    | Tatsuma Itō    | 63           | 1            |  |
|  |             | Riccardo Ghedin | Riccardo Ghedin | 65          | 3           |  |  | 12           | Michael Berrer | Michael Berrer | 7            | 6            |  |
|  | 12          | Michael Berrer  | Michael Berrer  | 7           | 6           |  |  |              |                |                |              |              |  |

### Sezione 7
|  | Primo turno | Primo turno    | Primo turno    | Primo turno | Primo turno |  |  | Ultimo turno | Ultimo turno   | Ultimo turno   | Ultimo turno | Ultimo turno |  |
|  |             |                |                |             |             |  |  |              |                |                |              |              |  |
|  | 7           | Łukasz Kubot   | Łukasz Kubot   | 7           | 6           |  |  |              |                |                |              |              |  |
|  |             | Gong Mao-Xin   | Gong Mao-Xin   | 63          | 2           |  |  | 7            | Łukasz Kubot   | Łukasz Kubot   | 6            | 6            |  |
|  |             | Jan Hernych    | Jan Hernych    | 1           | 2           |  |  | 13           | Wang Yeu-tzuoo | Wang Yeu-tzuoo | 4            | 2            |  |
|  | 13          | Wang Yeu-tzuoo | Wang Yeu-tzuoo | 6           | 6           |  |  |              |                |                |              |              |  |